# 身體理
《身體理》（白話字：Sin-thé-lí），全稱《身體理个總論》（Sin-thé-lí ê Chóng-lūn），是一部閩南語廈門方言的醫學概論教科書，全書以白話字寫成。1896年初版，出版社為廈門鼓浪嶼萃經堂（Chūi-keng-tông）。1907年再版，第三個版本的出版年不詳，但極可能在日治時期下的台灣改寫並再版。這是一部廣為傳教士進行醫療傳道時所採用的西醫師教科書之一。整本書共101頁，分為14章240節。本書內容對基礎的骨、四肢、皮膚、毛指甲、牙齒、氣管、肺、血、心、體溫、食物衛生、消化、腦部等器官及功能做出有系統性地介紹，也提供清治末期與日治初期的台灣醫療用語，以及當時閩南語廈門腔的語彙及語音。

## 參閱
- 內外科看護學
- 公用个藥方(Tâi-lâm, Chiang-hòa, Tiúⁿ-ló-kàu i-koán, Kong-iōng ê io̍h-hng)
- 醫藥手冊(A glossary of medical terminology; i-io̍h ê tshiú-tsheh (i-io̍h ê chhiú-chheh))

## 外部連結
- 身體理的總論－台灣白話字文獻館
- 《身體理》（1907年版）